# Henk Singor
Henk Singor (Alkmaar, 1946) is een Nederlands historicus met als specialisatie de Griekse en Romeinse Oudheid.

## Biografie
In 1964 behaalde hij in zijn geboorteplaats aan het Christelijk Lyceum zijn diploma gymnasium A. Daarna studeerde hij geschiedenis aan de Universiteit van Amsterdam. Hij studeerde er cum laude af in de Oude Geschiedenis. 
Na aanvankelijk als leraar geschiedenis in het middelbaar onderwijs te hebben gewerkt, was hij van 1980 tot 2012 als docent Oude Geschiedenis verbonden aan de Universiteit van Leiden. In 1988 promoveerde hij daar op een proefschrift over Ontstaan en Betekenis van de Hoplietenphalanx in het Archaïsche Griekenland. Zijn specialisaties zijn het archaïsche Griekenland, de geschiedenis van Sparta, militaire geschiedenis, de contacten van de antieke wereld met (Oost-)Azië en het vroege christendom in de context van het Romeinse Keizerrijk.
Hij heeft een aantal wetenschappelijke en populair-wetenschappelijke publicaties op het gebied van de Oude Geschiedenis geschreven. 

## Publicaties
- Grieken en Romeinen in de context van de wereldgeschiedenis, deel in de reeks De Oudheid (samen met F.G. Naerebout), Amsterdam University Press, 1995, herziene uitgave in paperback juli 2008, ISBN 9789026321733.
- De Komst van Alexander: Alexander de Grote en zijn nalatenschap in Azië, Ambo-Anthos, Amsterdam, 2010, ISBN 9789026323539.
- Sicilië in de Oudheid. De Griekse periode, Amsterdam, 2013.
- Constantijn en de christelijke revolutie in het Romeinse Rijk, Ambo-Anthos, Amsterdam, 2014, ISBN 9789026324796.
- Constantinopel en de eerste jihad, 633-718. Het overleven van een christelijk Europa in de zevende en achtste eeuw 2022. Genomineerd voor de Homerusprijs 2023.

## Externe bron
- Biografie Henk Singor op eigen website

- Bibliothèque nationale de France: cb15083344p (data)
- Gemeinsame Normdatei: 143699385
- International Standard Name Identifier: 0000 0001 1850 6032
- Library of Congress Control Number: n84090893
- Nationale Bibliotheek van Letland: 000200800
- Nationale Bibliotheek van Israël: 987007574442505171
- Nederlandse Thesaurus van Auteursnamen: 073476404
- Système universitaire de documentation: 111301904
- Virtual International Authority File: 90013374
- WorldCat: E39PBJcrcTdxFXVRXkMYyHRMyd